# 차가타이 칸
보르지긴 차가타이(몽골어: ᠪᠣᠷᠵᠢᠭᠢᠨ
ᠴᠠᠭᠠᠲᠠᠢ, Цагадай хан, 1183년 12월 22일 ~ 1242년 7월 1일)는 몽골 제국의 칸이자 장군으로, 차가타이 한국의 설립자이며 실질적인 통치권을 행사하지 않았다. 몽골 제국의 초대 황제 태조 징기스칸의 둘째 아들이다. 그는 칭기즈칸으로부터 몽골의 법령 이흐 야식(대법전)의 수호자로 임명되었다. 그는 “차가타이 한국”의 시조이자 차가타이계 국가, 차가타이 투르크, 차가타이어의 창시자이다. 몽골 제국 초기 이흐 자삭의 준수를 감독하고, 칙령을 기록하는 서기로 활동했다. 한자 문헌에서는 차가타이(察合台, 察阿歹, 茶合带, 茶合䚟, 察合歹, 察合带, 察合䚟, 察哈歹, 察哈台, 察哈䚟, 察罕代) 등 다양한 이름으로 등장한다.
1213년 금나라 원정에 출정, 1219년~1221년 칭기즈 칸의 화레즘, 사마르칸트 원정에 참여했다. 1225년 아버지 칭기즈 칸으로부터 위구르 지방에서 서쪽으로 부하라와 사마르칸드에 이르는 옛 카라키타이 제국의 초원, 즉 일리, 이식쿨호, 추강 상류, 아무 강(아무다리야), 그리고 탈라스 지역, 이란 북동부 지역을 답례로 물려받았다. 칭기즈칸 사후 그는 평생 동안 중앙아시아의 통치권자였으나, 그의 생전에는 스스로 칸을 자처하지 않고, 오고타이 카안이 보낸 다루가치들이 행정권한을 행사했다. 그는 칭기즈 칸의 투먼(만호) 제도를 중앙아시아에 보급하였다.
차가타이는 주치의 출신 성분을 수시로 문제삼았고, 그와 갈등하였으며, 주치와의 갈등은 후손 대대로 이어지게 되었다. 칭기즈 칸은 군사적 능력이 뛰어난 그 대신 툴루이와 오고타이 사이에서 후계자를 결정하게 되었다. 다른 형제들과 달리 유목생활을 계속했으며, 이로 인해 칭기즈 칸으로부터 몽골 법령의 관리자로 지정되어 “야삭의 수호자”라는 칭호를 수여받았다. 그의 후예들은 차가타이 한국 해체 이후에도 여러 중앙 아시아의 소국을 통치했다. 위구르어로는 차가타이(چاغاتايخان), 페르시아어로는 조크타이(جغتای)라 부른다.

## 생애

### 생애 초기
차가타이는 1183년 12월 22일에 태어났으며, 일설에는 1178년 12월 22일생 설이 있다. 그밖에도 1185년생 설, 1186년생 설도 있다. 칭기즈 칸과 그의 부인 옹기라트부족 보르테 우진 카툰의 아들로 태어났다. 한자 문헌에서 그는 차가타이(察合台, 察阿歹, 茶合带, 茶合䚟, 察合歹, 察合带, 察合䚟, 察哈歹, 察哈台, 察哈䚟, 察罕代) 등 다양한 이름으로 등장한다. 그의 초기 생애에 대해서는 알려진 것이 없다. 그는 칭기즈 칸의 아들이 확실하였다. 형 주치와 달리 칭기즈 칸의 아들임이 분명했으며, 형 주치의 혈통을 문제삼아 주치와 여러 번 다투었다.
그는 엄격했으며, 호전적이고, 다혈질이고, 변덕스러운 성격의 소유자라 한다. 법령과 규칙을 한치도 어기지 않는 정확한 성격이라는 평이 있고, 성격이 거만하다는 품평도 있었다. 어려서부터 차가타이는 주치를 형제로 인정하지 않아, 친척들에게 다소 강하고 성격이 특이하고 기질이 강한 인물로 취급당했다. 그는 자신의 권리에 대해 가장 목소리를 냈다. 1218년 칭기즈 칸이 화레즘 원정에 출정할 당시 예수이 카툰이 후계자를 누구로 정할 것인가를 묻자, 이때 차가타이는 주치는 사생아라며 강력 반대하였다. 1219년 이후 그는 주치의 계승권에 번번히 노골적으로 이의를 제기했다. 이 일로 그는 친족, 몽골의 다른 부족장들에게 괴팍한 성격으로 인식되었다.
차가타이는 스스로에게도 엄격했는데 우구데이 칸과 함께 술을 마시다 크게 취하여 오고타이 칸의 자존심을 손상시키는 행위를 했다. 술이 깬 뒤 차가타이는 오고타이 칸은 동생이라 해도 자신의 주군이라, 무릎꿇고 사죄하였다. 차가타이는 스스로를 처벌할 것을 오고타이 칸에 요구했으나 오고타이는 만류하였다. 차가타이는 스스로를 벌하였다. 그러나 그는 자신의 군대, 병사들을 아꼈다 한다.

### 청년기 활동
그는 겨울에는 일리강 근처와 알말리크 근처에서 지냈고, 여름에는 쿠야쉬(Quyash)에서 지냈다. 두 곳 모두 일리 계곡에 있었고, 쿠아쉬는 오늘날 쿨자에서 멀지 않은 알말릭 부근이었다. 영토를 받은 이후부터 그는 주로 쿠야쉬 주변에서 오랜 시간 체류하였다. 그는 자신의 형제들과는 달리 정착하지 않았으며, 죽는 순간까지 유목생활을 하였다.
어머니 보르테 카툰의 사촌이며, 옹기라트부족 데이 세첸의 동생 다아리타이의 딸인 예슬룬 카툰과 혼인하였다. 두번째 정비는 예슬룬 카툰의 친여동생이며 보르테 카툰의 사촌인 퇴르겐 카툰, 그밖에 예슬룬 카툰과 동일인 혹은 그의 가까운 친척으로 추정되는 예브스쿤, 부라쿠 하지브의 딸 세비치 카툰 등이 그의 아내였고, 정식 카툰 외에도 몇인의 첩이 더 있었다. 옹기라트부 출신인 예슬룬 카툰과 토르겐 카툰은 모두 보르테 카툰의 친정 사촌자매였다. 일설에는 예슬룬 카툰과 토르겐 카툰은 다이리타이의 아들이자 보르테 카툰의 사촌 합타이의 딸들이라는 설이 있다. 이 설에 의하면 예슬룬과 토르겐은 친 자매가 된다.
차가타이는 이 중 예슬룬 카툰을 가장 총애했으며, 예슬룬 카툰에게서 얻은 두번째 아들 무이투겐을 가장 아끼고 사랑했다. 그러나 무이투겐은 전쟁 중 일찍 죽게 된다. 그밖에 차가타이는 호라즘 제국 출신 여성 2명을 첩으로 두었다. 그밖에 예슬룬의 오르도에 있던 여성 노비에게서 아들 모치야베가 태어났다. 모치야베는 차가타이의 첫 자식이었으나, 여성 노비 소생이라 상속권을 주지 않았다.

### 정복 활동

#### 몽골 제국 수립 직후
1206년 아버지로부터 4개의 밍간(바를라스의 카라차르, 바아린의 쾨쾨취, 잘레스의 뮈게, 이디케다이 노얀)과 알타이 산맥 주변의 아패니지를 배정받았다. 이는 후일 차가타이의 울루스를 형성하는 밑천이 되었다.
1206년 대몽골국을 수립한 칭기즈 칸이 쿠릴타이를 열었을 때, 칭기즈 칸은 자신의 사형제와 네 아들, 가신 가문, 그리고 각 부족의 천호장들을 임명하였다. 이때 차가다이에게는 8,000명의 백성이 주어졌는데, 페르시아어 사서 《집사》에서는 4,000명이라고도 한다. 바룰라스 부족의 카라차르, 잘라이르 부족의 코코초스, 예센 노얀의 아들 뭉케, 이디케다이 등 4명의 노얀이 측근으로 배정됐다.
칭기즈 칸은 '차가다이는 성질이 거칠고 사납기 때문에 호호초스가 아침저녁으로 곁에서 조언하고 보좌하도록 하라'며 4인의 노얀에게 당부했다 한다.
칭기즈 칸은 위구르 출신 타타통가에게 몽골 문자를 위구르 식으로 해독하게 했는데, 차가다이가 가장 먼저 이를 익혔으며 이는 차가타이가 법전을 정비, 번역, 관리하는데 도움이 되었다.

#### 금나라, 남송 원정에 출전
1211년 몽골이 금나라를 원정할 때, 주치, 오고타이 등과 함께 각각 1개 부대를 맡았고, 내몽골에 본부를 마련했다. 1211년 차가타이는 오고타이와 함께 금나라 공격에 가담하여 군사를 이끌고 남하, 귀수이(貴绥)와 다퉁 주변의 윈안, 우저우, 수저우, 다퉁 등 여러 도시를 공략하였고, 다퉁 일대를 점령했다. 1213년 산시와 하이난을 점령하고 양구를 공략하였다. 나중에 그는 아버지와 함께 호라즘 제국 정복에 동참하였다. 1213년에는 주치의 군대와 자신의 군대를 이끌고 바오딩, 싱타이 등 황하 강 인근 도시들을 공격, 정복하였다. 
1213년 호라즘 원정에서는 주치가 이끄는 군이 톈산 산맥을 넘어갈 때, 차가타이와 그의 부대가 일리 강 위에 48개의 부교를 설치하여 대군의 이동로를 열어주는 임무를 수행했다. 그는 바로 화레즘으로 가지 않고, 말머리를 돌려 금나라를 공략했다.
1213년 몽골은 금나라에 사자를 보내, 소년 500명과 처녀 500명을 공물로 요구했고, 금 선종은 이를 거절했다. 1213년 7월부터 1214년 10월 차가타이는 주치, 오고타이는 몽골에서 남하, 태행산(太行山)의 동서 양쪽에서 3갈래로 나누어서 금나라를 공격했다.
차가타이는 주치가 후계자가 되는 것을 반대하였다. 몽골비사에는 메르키트족에 의해 보르테가 납치되고 토그릴 옹 칸 등의 도움으로 보르테게 구출, 귀환된 기록이 전한다. 페르시아계 사서 집사에 의하면 보르테가 이미 메르키트에게 납치되기 전에 주치를 임신하고 있었다 한다. 그러나 주치가 메르키트족의 아들일 것이라는 소문이 당시 몽골, 타타르, 튀르크 각 부족에 확산되었다.
몽골비사에 의하면 1218년 차가타이는 칭기즈칸과 제부족장의 회합에서 주치를 메르키트족의 사생아의 통치를 받아들일수 없다고 항변했고, 주치는 너는 나보다 괴팍함만 더하다며 멱살잡이까지 가려다가 무칼리, 쿠쿠 초스 등의 만류로 제지되었다. 칭기즈칸은 불문율에 붙이라 했으나 그는 계속 주치의 혈통 문제를 언급하며 이의를 제기했다. 차가타이는 주치가 칭기즈칸의 아들이라 해도 혈통상의 의혹이 제기되는 한, 단결을 해칠 우려가 있다고 보았다.차가타이와 주치의 대립은 화레즘 원정길에서도 서로 대립하는 것으로도 나타났다. 화레즘 공략에서의 차가타이와 주치의 대립은 우르겐치 공성전의 지연으로 이어졌다.

#### 화레즘, 우르겐치 정복 전쟁
1218년 오타카르 정벌에 참여하여 3개월만에 점령하고, 1220년 사마르칸트 정벌에 참여했다. 1218년 서요가 몽골군에게 멸망하고 1225년 서요 지역에 서요 황족 출신 부라크 하지브가 현지의 총독에 임명되었다. 1210년 몽골군에 사로잡혀 칭기즈 칸의 부하가 된 부라크 하지브는 이후 차가타이의 측근이 되었다. 부라크 하지브의 후손들은 현지에 작은 울루스를 형성했다.
1219년 아버지 칭기즈 칸이의 15~20만 병력을 이끌고 서방원정을 단행하자, 참여하였다. 1219년부터 차가타이는 교량을 수리하고 도로을 닦는 임무를 감독, 몽골군의 진격 속도를 높였고, 봉화, 파발 등 통신 노선을 원활하게 유지하는 데 임무를 맡았다. 이 과정에서 차가타이의 가신인 중국인 출신 장융(張荣)도 도로와 교량의 감독 업무를 도왔다.
그는 오고타이와 함께 우타라르 전투에 출정했다. 차가타이와 오고타이는 우타라르 성을 포위 공격했는데, 우타라르 성의 성주 이그나레스, 우타라르 성 주민들은 5개월 동안 완강히 저항했으나, 차가타이 군의 주력 장수 즁 1명인 카라차르가 배신하고 우타라르 성에 투항했다. 카라차르는 후일 주군을 배신한 죄로 오고타이와 차가타이에 의해 처형된다. 1220년 2월 우타라르 성은 마침내 함락되고, 이그나레스는 성 내 요새에서 1개월 이상 더 저항했으나 끝내 생포되었다. 몽골군은 이그나레스의 행위에 대한 보복으로, 우타라르 성의 주민들을 모두 도륙하거나 노예로 잡아갔고, 도시를 철저히 약탈하고 파괴하였다. 이후 차가타이와 오고타이는 이그나레스를 포박하여, 당시 사마르칸트를 포위 중이던 칭기즈 칸에게로 압송했고, 이그나레스는 사마르칸트 교외에서 공개 처형되었다
1220년 3월에서 1221년 3월 사이에 차가타이는 칭기즈칸, 오고타이칸, 주치 등 아버지와 형제들과 함께 협동으로 우르겐치 원정을 나갔다. 우르겐치 원정 중 다시 차가타이와 주치 간에 갈등이 발생, 서로 협력하지 못했기 때문에 전투는 어려워졌다. 1220년 가을부터 차가타이는 오고타이와 차가타이는 우익군 3천호를 이끌고, 주치는 본부군대를 이끌고 우르겐치 성을 공략하였다. 이때 석유를 묻힌 탄환에 불을 붙여 공격했으나 우르겐치 성을 함락시키지 못했다. 이 사건으로 칭기즈 칸은 오고타이를 우르겐치 원정대 사령관으로 임명하고, 주치와 차가타이를 해임했으며 차가타이는 다리 건설과 도로 복구 지휘 감독, 몽골군 사이의 전령, 통신을 유지하는 임무를 부여했다.
우르겐치 성곽 포위전쟁 당시 차가타이는 주치와 작전 진행을 놓고 갈등을 빚었다고 전한다. 주치는 우르겐치를 정복, 자신의 미래 영지로 보고 최대한 성곽, 가옥 파괴를 줄이려 했지만, 차가타이는 그러한 고려 없이 전투를 진행하려 했다 한다.
1221년 3월~4월 차가타이는 우츨르크를 점령하였다. 우츨르크 원정에 주치는 협력할 수 없었으므로 주치의 입지는 더욱 약화되었다. 그는 주치의 혈통을 문제삼아, 주치와 수시로 분쟁하였다. 칭기즈 칸은 오고타이와 툴루이 사이에서 후계자를 고민하였고, 차가타이는 오고타이를 지지하였다. 오고타이가 과음을 하자 그는 오고타이를 찾아 지나친 음주를 문제삼기도 했다.

#### 인더스 강 전투
1221년 9월 9일 혹은 11월 24일부터, 그해 12월 9일까지 인더스강변에서 5만 군사를 이끌고 잘랄 웃딘을 추격, 호라즘 샤의 서부지역 군대 3천명의 중기병과 1천의 경비병 등 3만 명과 교전했다. 호라즘 샤 서부 지역 전투에서 인더스강변에서 잘랄 웃딘에게 패하였다. 호라즘 원정 중 그의 아들 무투겐이 바미얀 근처에서 벌어진 전투에서 전사했다. 무투겐의 전사 소식을 들은 칭기즈 칸은 바미얀 지역을 총공세, 학살하였다. 또한 돌아온 뒤 차가타이에게 바로 알리지 않았다 한다.
아버지 칭기즈 칸은 잘랄 웃딘을 산채로 데려오도록 지시했으며, 차가타이는 고전하였다. 협곡에서 잘랄 알딘의 군사를 궤멸시키고 해안가 절벽으로 몰고 갔으나 잘랄 웃딘과 그의 소수 부하들은 7m 높이에서 바다로 뛰어내렸다. 이를 보고 칭기즈 칸은 감동했다 한다. 1221년 겨울부터 1222년 차가타이는 인더스강 일대에서 숙영하였다. 이후 그는 호라즘 샤의 서부 지역 원정대의 후방군사를 맡게 되었다.
1223년 오고타이 칸과 함께 물새가 많은 카르 호수 지역으로 가서 매일 물새 사냥을 했다. 차가타이는 매주 50마리의 낙타에 물새 고기를 실어 칭기즈 칸의 진영에 보내 군량을 공급하였다. 1224년 칭기즈 칸이 몽골 제국으로 귀환할 때, 알타이 산맥에 남아 알타이 산맥에서 아무다리야 강 일대의 영토를 차가다이에게 맡기고 대신 통치하게 했다. 1225년 칭기즈 칸이 탕구트 원정을 준비하자, 그가 소환되고 대신 보낸 다른 인물에게 알타이 산맥의 관리권을 넘겼다.

### 서하 원정과 차가타이 한국 분봉
차가타이는 주치를 형으로 인정하지 않았고, 수시로 대립했다. 칭기즈 칸이 후계자를 놓고 고심하자 주치와 차가타이는 서로 상대가 대칸에 적합한 인물이 아니라고 했다. 칭기즈 칸은 차가타이의 기질을 보고 계승자로 적합하다고 생각했고 다른 부족장도 이를 인정했지만, 칭기즈 칸은 그가 지나치게 고집스럽고 마음이 좁다고 여겨, 이러한 완고한 성격은 통치자에게 적합하지 않다고 판단했다. 칭기즈 칸은 또 차가타이가 주치에 대해 매우 혐오감을 가지고 있다는 점을 우려했다. 칭기즈 칸은 오고타이와 툴루이 중에서 후계자를 고민했다.
차가타이는 아버지 칭기즈칸으로부터 영토를 분배받을 때, 8,000명의 군사를 넘겨받고, 동쪽으로는 일리강과 추강 서쪽, 위구르의 서부지역 일대에서 아무다리아 강 동부 지방, 서쪽으로는 부하라와 사마르칸트 등 중앙아시아의 영토를 분봉받았다. 차가타이의 영토에는 자라이르, 바를라스, 카우친, 아를라트, 옹기라트의 일부, 망구트 등의 부족의 영토, 이란 북동부 일부도 포함되었다. 그가 분봉받은 영토는 그의 사후 그대로 차가타이 한국으로 발전하였다.
차가타이는 스스로를 칸이라 지칭하지는 않았으나, 중앙아시아의 영지를 오가며 실질적인 통치자로 활동했다. 그의 이름에서 차가타이 한국이 생겨났으며, 그의 나라는 몽골령 투르크스탄이라고 불리기도 한다. 칭기즈 칸의 아들임이 분명했던 그는 형 주치의 킵차크 칸국의 상속권에 이의를 제기하며 주치의 혈통을 계속 문제삼았고, 이로 인해 주치와 여러 번 다투었다. 1225년부터 1227년 칭기즈 칸이 탕구트(서하) 원정에 나갈 때 차가타이는 몽골 현지에 남아, 본토에 남은 남은 몽골 군의 지휘관을 맡았다.
그는 자신의 영지 내 사마르칸트, 부하라 대신 영토의 동쪽 끝인 알말리크 근처에 자신의 거처를 만들고 수시로 머물렀다. 차가타이는 차가타이 한국을 1227년부터 1242년까지 통치하였으며, 그의 아버지 칭기즈 칸은 그를 “야삭의 수호자”라고 불렀다. 그는 몽골의 법과 관습에 대한 권위자로 지칭되었다. 그는 야삭을 평생동안 준수하였고, 주위 사람들도 야삭을 준수하여 평화롭게 지내라고 했다.
무슬림 출신 몽골 작가 민하지 이 주즈자니(ابوعمروعثمان بن سراج الدین محمد جوزجانی‎;)는 한 서적에서 차가타이가 우구데이 카안에게 몽골 제국 영토 내 무슬림을 학살하자는 건의를 했다가 거절당했다는 소문을 기록으로 남겼다. 그러나 20세기의 역사학자 마이클 호프, 피터 잭슨 등은 이 소문이 사실과 다르다고 반박하였다. 마이클 호프, 피터 잭슨 등에 따르면, 차가타이의 오르도에는 무슬림 관리와 귀족들이 많았고, 오고타이 카안이 보낸 다루가치, 현지에서 임명한 다루가치, 관료들 중에도 무슬림이 많았다. 차가타이는 이들을 의지했기 때문에 무작정 적대했을 가능성은 낮다, 오히려 차가타이는 신의 궁정에서 몽골 율법이 아닌 다른 법 체계가 시행되는 것을 금지했을 가능성이 크다고 했다.

### 오고타이 지지, 추대

13세기 당시 차가타이의 영지

그는 자신의 영지를 몽굴리스탄(Монгулістаном)이라 불렀는데, 그대로 후대에 모굴리스탄이라는 지명의 어원이 되었다. 1229년 몽골의 쿠릴타이에서 툴루이 지지자와 오고타이 지지자 사이에 누구를 대칸으로 옹립하느냐를 두고 갈등하였다. 40일간의 회의 끝에 결론이 나지 않자, 40일간의 토론 후반 차가타이는 삼촌 테무게 옷치킨과 함께 오고타이 지지를 선언했다. 오고타이가 대칸으로 결정되자 차가타이는 되돌아갔다가 오고타이의 즉위식에 참석하였으며, 1229년 9월 13일 오고타이의 즉위를 공식으로 인정하였다. 오고타이는 답례로 귀위크를 차가타이의 영지로 보냈다 한다.
차가타이의 여름 궁정과 겨울 궁정은 모두 일리강 근처에 있었다. 1223년 5월 차가타이의 궁정을 방문한 도교의 도사 장춘 구처기(長春 丘處機)에 의해 기록되었다. 그는 자라이르부 출신 쿠슈크 노얀을 신뢰하여, 그에게 일부 권한을 위임하여 투르크, 위구르, 키탄인들을 통치하게 했다. 오고타이 칸은 형 차가타이를 존중하여, 정책 결정, 군사 사무에 있어서는 항상 차가타이의 자문을 받았다. 오고타이 카안은 국정의 모든 주요 사안을 형인 차가다이와 상의한 뒤 실행했는데, 역참, 파발 제도의 설치, 금나라, 송나라, 킵차크에 대한 원정 계획 등의 정책도 그에게 항상 상의했다. 또한 서방 원정과 군사 사무를 항상 차가타이와 상의하였다. 그러나 오고타이 칸은 한편으로 차가타이의 영지 중 일부 지역에 지방관을 대리인으로 파견하여 직접 통치, 그를 견제하였다.
차가타이는 카안이 된 오고타이의 지나친 음주를 지적했고, 오고타이에게 달려가 과음을 삼가할 것을 진언했다. 이에 오고타이 카안은 술잔 수를 제한하는 데 동의했다. 그러나 오고타이는 그 제한을 피하려고 매우 큰 술잔을 하나 만들어 사용하였다고 한다. 일설에는 차가타이가 지정한 술잔을 망치로 펴서 크기를 넓혔다 한다.

### 중앙아시아의 통치자

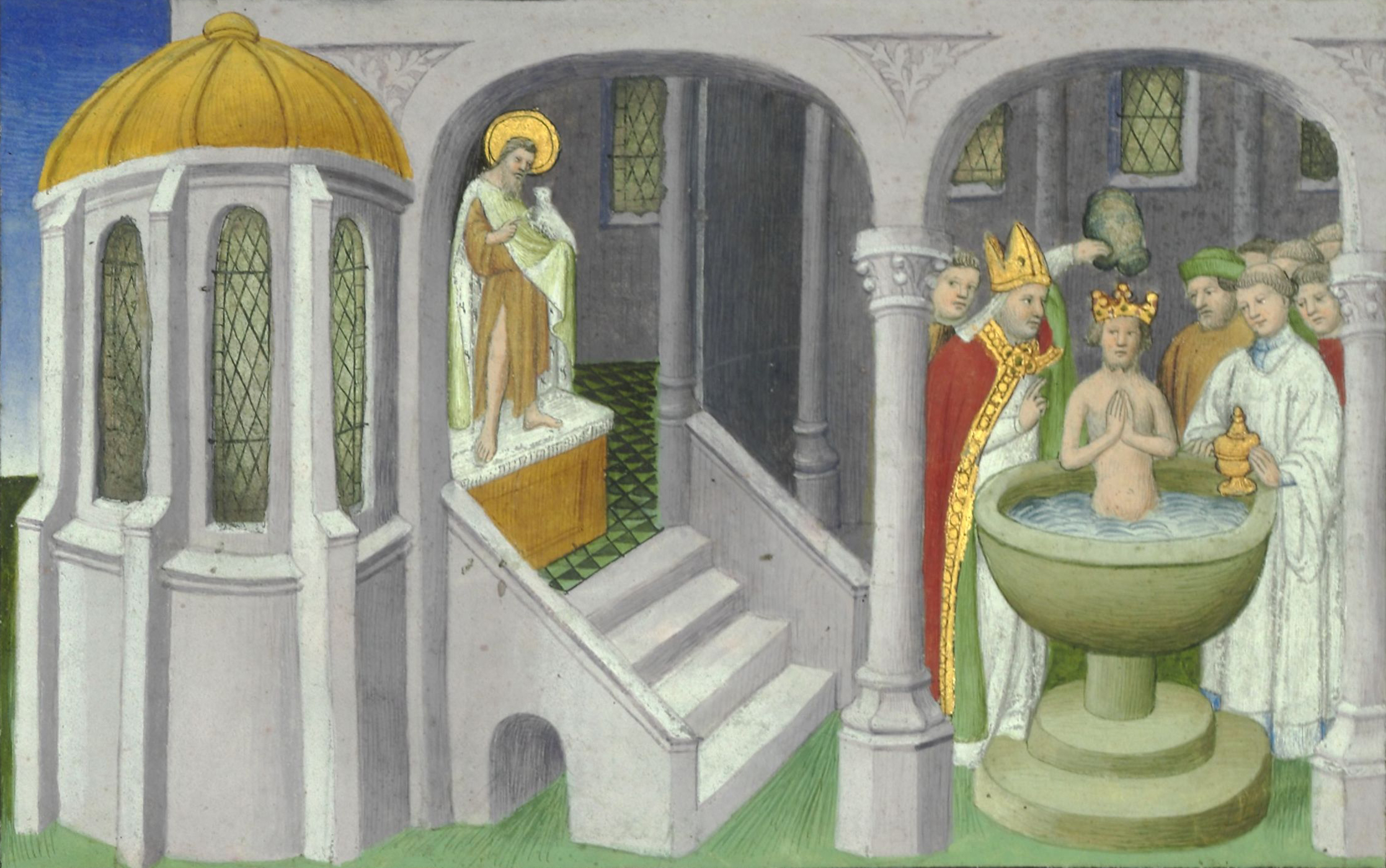
차가타이 세례설
(마르코 폴로의 마르코폴로 여행기에 전해진 내용을 근거로 한 후대의 그림)

차가타이는 자신의 왕궁을 건립하고 중앙아시아에 영향력을 행사했다. 바지르, 바하 알 딘 마르기니, 하바스 아미드 등의 현지인이 차가타이의 궁정에 재상으로 등용되었다. 바지르는 얄레이르 부족의 쿠슈크 노얀에 의해 추천, 차가타이 궁정으로 등용되었다. 몽골 제국의 역사에 관한 책을 저술한 그는 차가타이로부터 높이 평가받았다.  차가타이는 자신의 영지에 몽골식 풍습을 강요하였다. 이는 현지 백성들의 불만을 사기도 했다.
차가타이의 영토 안에 트란스옥시아나가 존재하였지만, 대칸 오고타이는 별도로 마흐무드 얄라바치 등에게 차가타이의 영지 중 트란스옥시아나, 마베레나르흐, 동부 투르키스탄 등 일부 지역의 통치를 위임하고 지방관들을 파견, 직접 통치했다. 오고타이는 중앙아시아의 일부 지역에 몽골 중앙정부의 영향력을 행사했다. 마흐무드 얄라바치는 트란스옥시아나의 동부 마베레나흐르의 총독으로 임명되어 왔다. 마베레나흐르 총독이 된 마흐무드 얄라비치와 그의 아들 마스우드 얄라바치는 차가타이 한국의 문명화된 도시들을 대칸의 이름으로 다스렸다. 차가타이는 독단적으로 자신의 영토 내 본국에서 파견한 관리를 자신의 뜻대로 해임할 수 없었다. 그가 임의로 관리를 해임하면 그대로 오고타이에게 보고되고, 차가타이는 몽골 본국으로 가 자신의 행동이 잘못임을 시인해야 했다.
그는 칭기즈 칸의 투먼(만호) 제도를 중앙아시아에 보급하였다.
차가타이는 이슬람 샤리아 법에 반하여 할랄 동물 학살 금지, 이슬람 기도 의식을 금지, 단속했다. 몽골인들은 우두 기간 중 흐르는 물에 들어가는 것을 금지하는 이슬람 율법을 어기는 행동을 하였다. 몽골인들은 동물을 목졸라 죽이는 것을 금지하는 샤리아를 위반하는 행동을 했다. 또한 차가타이는 몽골 관습에 어긋난다 싶으면 이슬람 율법이라도 단속, 처벌했다. 중앙아시아의 무슬림들은 차가타이를 부정적으로 바라보게 되었다.

### 생애 후반

#### 서방 원정 지원
차가타이는 유목 전통을 고수하여 자신의 영지에 조류 서식용 연못, 창고, 작은 마을을 건설하였다. 그러나 자신의 영지에 오고타이가 보낸 다루가치, 관료들 외에도 이방인 출신 유능한 인재들을 참모로 등용하고, 지역의 현지인 무슬림인, 위구르인 관료들, 측근들을 등용하여 칸국을 운영하였다. 
1235년 카라코룸에서 열린 쿠릴타이에서 서방 원정을 지원했다. 이때 그의 아들 바이다르와 그의 손자 부리가 바투의 루스, 동유럽 원정대에 편성되었다.
1238년 차가타이의 영지인 부하라에서 현지인 마흐무드 타라비가 현지 귀족들과 손잡고 봉기를 일으켰으나, 오고타이 카안이 보낸 군사에 의해 진압되었다. 그해에 마흐무드 타라비를 사살했지만, 그의 반란군은 이듬해인 1239년 격파했다.
마르코 폴로에 의하면 그는 그리스도교 세례를 받았다 하며, 마르코폴로 여행기에 기록하였다. 그러나 차가타이가 기독교 중 로마 가톨릭, 경교, 동방 정교회 중 어느 교파의 세례를, 어디서 받았는지는 정확한 기록을 남기지 못했다.

#### 만년
오고타이가 대리인으로 파견한 지방관들 중 마흐무드 얄라바치는 아무다리야강과 시르다리야강을 주변에 관개 수로를 정비했는데, 중앙아시아의 도시들에게 물을 공급했다. 사마르칸트, 부하라 등 중앙아시아의 도시들이 마흐무드 얄라바치의 대규모 토목사업으로 복구, 실크로드 무역이 다시 부활했다.
1230년대 중반, 차가타이 울루스인 트란스옥시아나 동부 지역 일대의 농업과 교역이 다시 살아나면서 마흐무드 얄라바치는 정기적으로 세금을 부과, 칸국 내의 재정을 확보하였다. 그러나 차가타이는 마흐무드 얄라바치의 성공에도 불구하고 그를 미워했는데, 얄라바치가 대칸 오고타이의 대리인인 것이 그 이유였다. 차가타이는 오고타이에게 마흐무드 얄라바치를 해고할 것을 요구했고, 1238년 독자적으로 마흐무드 얄라바치를 해고하고 쫓아냈다. 마흐무드 얄라바치를임의로 해임했다는 이유로 오고타이로부터 이것을 해명하도록 소환됐는데, 차가타이의 얄라바치 해임이 행동의 불법임을 인정해야 했다. 소환된 차가타이의 해명 이후 1239년 오고타이는 마흐무드 얄라바치를 최종 해임했다. 그러나 오고타이는 죽기 직전 마흐무드의 아들 마우스트 베그를 새로운 마베나르흐르 총독으로 임명해 파견한다. 마우스드베그는 저자세로 행동하며 차가타이의 비위를 건드리지 않도록 주의했다.

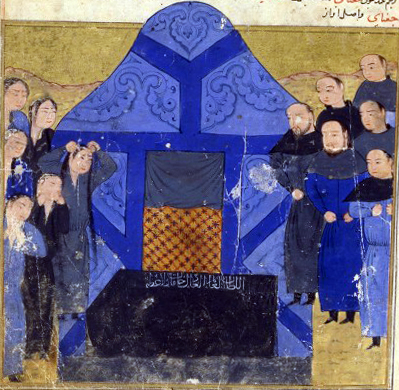
차가타이 칸의 장례식
(라시드 알 딘의 집사에 삽화된 그림)

1241년 12월 동생 오고타이 카안이 사냥을 나갔다가 과음으로 인한 술독으로 사망했다. 오고타이 사후 오고타이의 총애를 받던 첩 무게가 초기에 권력을 장악했지만, 귀위크의 어머니이자 오고타이의 부인 퇴게게네 카툰이 섭정직을 차지하려 했다. 퇴레게네 카툰은 여러 번 사람을 보내, 자신이 섭정에 적임자라며 차가타이를 설득했고, 차가타이는 퇴레게네 카툰의 손을 들어주었다.
그는 자신의 후계자로서 큰아들 무투겐의 아들인 카라 훌레구를 지명하였다. 그러나 카라 훌레구는 4년간만 통치할 수 있었고, 대칸 귀위크 칸은 이수 뭉케로 차가다이 칸국을 다스리게 하였다. 다시 몽케가 대칸이 되자 카라 훌레구가 다시 칸에 임명되었다. 이와 같이 차카다이의 사후에 차가다이 한국은 자주적이지 못하였고, 카라코룸 조정의 직접적인 영향을 받았다.
1242년 7월 1일 차가타이는 텐산 북로의 알말리크에서 사망하였다. 일설에는 라시드 알딘에 의하면 차가타이가 오고타이 칸보다 앞서 사망했다는 설도 있다. 아타 말렉 주바이니에 의하면 오고타이 사후 차가타이가 퇴레게네 카툰의 섭정을 지지했지만 곧 사망했다고 주장하였다. 차가타이는 몽골의 장수, 부족장, 정복지의 장수들로부터 다소 부정적인 평가를 받았다. 그들은 차가타이가 폭력적인 사람 이었기 때문에, 그는 대규모 다민족 국가를 이끌기에 적합하지 않았다고 평하였다. 그의 뒤는 장남 무투겐의 아들들 중 막내 아들인 카라 훌레구가 계승했다.

### 사후
차가타이는 생전 칸을 자처하지 않았지만 그의 사후 자손들은 차가타이 한국을 세습, 서서히 반독립상태로 활동하였다. 1300년대에 이르러 몽골 제국 본국으로부터 사실상 독립했다. 차가타이의 후손들은 차가타이 한국의 분열 이후에도 14세기까지 주변 국가들을 통치하였다. 그의 이름은 투르크인 이름 착타이(Çağatay)라는 이름의 어원이 되었다.
본처 예슬룬 카툰의 장남 무투겐이 1221년 호라즘 원정에서 전사, 무투겐의 아들 카라 훌레구를 후계자로 지정, 그 뒤를 잇게 하였다. 그는 자신의 손자이자, 무투겐의 아들 카라 훌레구를 직접 후계자로 지명하고 사망했으나, 1246년부터 1250년 차가타이의 다른 아들이며 술주정이 심했던 예수몽케에게 밀려나고 왕위를 찬탈당한다. 이 사건은 훗날의 차가타이 칸국의 영토의 분열의 원인, 수십 년간 왕위 계승에 혼란에 빠지는  원인을 제공한다. 
차가타이가 죽은 후 그의 처 중 한사람인 예슬룬 카툰이 독살 의혹을 제기하여 측근인 바질르, 차가타이의 주치의인 마즈드 알딘, 하바스 아미드 등은 차가타이 독살을 이유로 기소, 반역죄목으로 투옥, 처형되었다. 중국계 의사였던 마즈드 알딘은 차가타이를 살리지 못한 죄에, 그를 독살했다는 혐의를 쓰고 사형당했다.
하바스 아미드는 바로 처형되지 않고, 1260년 7월 12일 혹은 8월 9일에 사형당했다 한다. 하바스 아미드는 오타르 출신의 화레즘 이슬람 신자이고, 차가타이의 비서였다. 그는 1218년 차가타이에게 배정되었고, 카라 훌레구의 도움으로 처형을 모면했다. 그러나 1260년 7월 12일 혹은 8월 9일에 사형당했다 한다. 바하 알 딘 마르기니 역시 살아남았고 나중에 숙청되지만 그의 아들 예수 몽케와 친했다 한다.
차가타이의 후손들은 쿠빌라이 카안과 아릭부케 사이에 대권을 놓고 갈등할 때, 처음에는 아릭부케의 편에 섰다가 나중에 쿠빌라이 카안의 편으로  넘어갔다.
차가타이의 주치에 대한 의혹 제기와 감정대립은, 두 사람 사후에도 그 후손들에게로 이어졌다. 마르코 폴로는 그가 침례를 받았다는 기록을 남겼는데, 네스토리우스교인지 다른 기독교 교파인지는 불확실하다.

## 가족관계
아들 무투겐이 1221년 호라즘 정벌 중 전사하고 다른 아들 벨게치 역시 1222년 사망했다. 첩에게서는 여러 아들이 있었다.
- 父 : 칭기즈 칸
- 母 : 보르테
  - 兄 : 주치 칸
  - 弟 : 우구데이 칸
  - 弟 : 툴루이 칸

### 처첩
- 예슬룬 카툰, 옹기라트부 데이 세첸의 동생 다아리타이의 딸, 보르테 카툰의 사촌자매
- 테르켄 카툰, 예슬룬 카툰의 동생, 옹기라트부 데이 세첸의 동생 다아리타이의 딸, 보르테 카툰의 사촌자매
- 세비치 카툰, 후서요의 건국자 부라크 하지브의 딸
- 이름 불명의 첩, 알라 웃딘 무함마드의 딸

### 자손
무투겐, 무치, 발다사크, 상길란가, 사르반, 예수몽케, 바이다르 등의 아들이 있었고, 라시드 알딘은 8명의 아들이 있었다는 설을 전한다.
- - 子 : 무투겐, 예슬룬 카툰 소생
    - 孫子 : 카라 훌레구

  - 子 : 상길란가
  - 子 : 벨게치, 예슬룬 카툰 소생
  - 子 : 이수 몽케, 예슬룬 카툰 소생
- 서자
  - 子 : 모치 또는 모치 예베, 차가타이로부터 별로 신뢰를 얻지 못했다. 친척 바투 칸의 딸을 아내로 삼았다.
  - 子 : 사루반
  - 子 : 바이다르
    - 孫子 : 알루구, 차가타이 한국의 군주, 그의 차남 츄베이는 원나라로 가서 빈왕(豳王)가문을 형성했다.

  - 子 : 바이주

### 족보
|  |                                     |  |  |  |  |  |  |  |  |  |  |  |  |  |  |  |
|  | 16. 보르지긴 카불 카불 칸           |  |  |  |  |  |  |  |  |  |  |  |  |  |  |  |
|  |                                     |  |  |  |  |  |  |  |  |  |  |  |  |  |  |  |
|  |                                     |  |  |  |  |  |  |  |  |  |  |  |  |  |  |  |
|  | 8. 보르지긴 바르탄 바가투르         |  |  |  |  |  |  |  |  |  |  |  |  |  |  |  |
|  |                                     |  |  |  |  |  |  |  |  |  |  |  |  |  |  |  |
|  |                                     |  |  |  |  |  |  |  |  |  |  |  |  |  |  |  |
|  | 17. 온기라트 카라루크 (옹기라트 부) |  |  |  |  |  |  |  |  |  |  |  |  |  |  |  |
|  |                                     |  |  |  |  |  |  |  |  |  |  |  |  |  |  |  |
|  |                                     |  |  |  |  |  |  |  |  |  |  |  |  |  |  |  |
|  | 4. 보르지긴 예수게이 바가투르       |  |  |  |  |  |  |  |  |  |  |  |  |  |  |  |
|  |                                     |  |  |  |  |  |  |  |  |  |  |  |  |  |  |  |
|  |                                     |  |  |  |  |  |  |  |  |  |  |  |  |  |  |  |
|  | 9. 바가르 수니굴 우진               |  |  |  |  |  |  |  |  |  |  |  |  |  |  |  |
|  |                                     |  |  |  |  |  |  |  |  |  |  |  |  |  |  |  |
|  |                                     |  |  |  |  |  |  |  |  |  |  |  |  |  |  |  |
|  | 2. 보르지긴 테무친 칭기즈 카간      |  |  |  |  |  |  |  |  |  |  |  |  |  |  |  |
|  |                                     |  |  |  |  |  |  |  |  |  |  |  |  |  |  |  |
|  |                                     |  |  |  |  |  |  |  |  |  |  |  |  |  |  |  |
|  | 5. 올코노드 호엘룬                  |  |  |  |  |  |  |  |  |  |  |  |  |  |  |  |
|  |                                     |  |  |  |  |  |  |  |  |  |  |  |  |  |  |  |
|  |                                     |  |  |  |  |  |  |  |  |  |  |  |  |  |  |  |
|  | 1. 보르지긴 차가타이 칸             |  |  |  |  |  |  |  |  |  |  |  |  |  |  |  |
|  |                                     |  |  |  |  |  |  |  |  |  |  |  |  |  |  |  |
|  |                                     |  |  |  |  |  |  |  |  |  |  |  |  |  |  |  |
|  | 6. 온기라트 데이세첸                |  |  |  |  |  |  |  |  |  |  |  |  |  |  |  |
|  |                                     |  |  |  |  |  |  |  |  |  |  |  |  |  |  |  |
|  |                                     |  |  |  |  |  |  |  |  |  |  |  |  |  |  |  |
|  | 3. 온기라트 보르테 우진 카툰        |  |  |  |  |  |  |  |  |  |  |  |  |  |  |  |
|  |                                     |  |  |  |  |  |  |  |  |  |  |  |  |  |  |  |
|  |                                     |  |  |  |  |  |  |  |  |  |  |  |  |  |  |  |
|  | 7. 초탄                             |  |  |  |  |  |  |  |  |  |  |  |  |  |  |  |
|  |                                     |  |  |  |  |  |  |  |  |  |  |  |  |  |  |  |
|  |                                     |  |  |  |  |  |  |  |  |  |  |  |  |  |  |  |

## 기타
마르코 폴로는 차가타이가 기독교 세례를 받았다는 설을 기록하였다. 그러나 언제 어느 교파, 동방 정교회 혹은 네스토리우스 경교 중 어느 교파의 세례를 받았는지는 기록하지 않았다.
모굴리스탄 칸국을 건국한 투글루크 티무르는 차가타이의 6대손으로, 그의 4대손이자 차가타이 한국의 11대 군주 두아의 아들 아미르 호자(埃米尔火者)의 아들이었다.
1514년 톈산 산맥남부의 타림 분지일대에서 자립해 카슈가르 칸국 또는 야르칸드 칸국을 세운 술탄 사이드 칸은 투글루크 티무르의 7대손으로 차가타이의 13대손이 된다. 1462년 칼리시-투루판, 쿠물 일대에서 자립해 위구리스탄 칸국을 세운 도스트 무하마드 칸은 투글루크 티무르의 10대손으로, 차가타이의 16대손이 된다. 차가타이의 10대손 우와이스 칸의 아들 유누스 칸의 손자는 술탄 사이드 칸이고, 우와이스 칸의 다른 아들 에센부카 2세의 아들이 도스트 무하마드 칸이다.
|  |                                |  |  |  |  |  |  |  |  |  |  |  |  |  |  |  |
|  | 16. 보르지긴 카불 카불 칸      |  |  |  |  |  |  |  |  |  |  |  |  |  |  |  |
|  |                                |  |  |  |  |  |  |  |  |  |  |  |  |  |  |  |
|  |                                |  |  |  |  |  |  |  |  |  |  |  |  |  |  |  |
|  | 8. 보르지긴 바르탄 바가투르    |  |  |  |  |  |  |  |  |  |  |  |  |  |  |  |
|  |                                |  |  |  |  |  |  |  |  |  |  |  |  |  |  |  |
|  |                                |  |  |  |  |  |  |  |  |  |  |  |  |  |  |  |
|  | 4. 보르지긴 예수게이 바가투르  |  |  |  |  |  |  |  |  |  |  |  |  |  |  |  |
|  |                                |  |  |  |  |  |  |  |  |  |  |  |  |  |  |  |
|  |                                |  |  |  |  |  |  |  |  |  |  |  |  |  |  |  |
|  | 2. 보르지긴 테무친 칭기즈 카간 |  |  |  |  |  |  |  |  |  |  |  |  |  |  |  |
|  |                                |  |  |  |  |  |  |  |  |  |  |  |  |  |  |  |
|  |                                |  |  |  |  |  |  |  |  |  |  |  |  |  |  |  |
|  | 5. 올코노드 호엘룬             |  |  |  |  |  |  |  |  |  |  |  |  |  |  |  |
|  |                                |  |  |  |  |  |  |  |  |  |  |  |  |  |  |  |
|  |                                |  |  |  |  |  |  |  |  |  |  |  |  |  |  |  |
|  | 1. 보르지긴 차가타이 칸        |  |  |  |  |  |  |  |  |  |  |  |  |  |  |  |
|  |                                |  |  |  |  |  |  |  |  |  |  |  |  |  |  |  |
|  |                                |  |  |  |  |  |  |  |  |  |  |  |  |  |  |  |
|  | 6. 온기라트 데이세첸           |  |  |  |  |  |  |  |  |  |  |  |  |  |  |  |
|  |                                |  |  |  |  |  |  |  |  |  |  |  |  |  |  |  |
|  |                                |  |  |  |  |  |  |  |  |  |  |  |  |  |  |  |
|  | 3. 온기라트 보르테 우진 카툰   |  |  |  |  |  |  |  |  |  |  |  |  |  |  |  |
|  |                                |  |  |  |  |  |  |  |  |  |  |  |  |  |  |  |
|  |                                |  |  |  |  |  |  |  |  |  |  |  |  |  |  |  |
|  | 7. 초탄                        |  |  |  |  |  |  |  |  |  |  |  |  |  |  |  |
|  |                                |  |  |  |  |  |  |  |  |  |  |  |  |  |  |  |
|  |                                |  |  |  |  |  |  |  |  |  |  |  |  |  |  |  |

## 참고서적
- 《유라시아 유목제국사》, 르네 크루쎄 저, 사계절[쪽 번호 필요]

| 전임 칭기즈 칸 (사실상) | 제1대 차가타이 한국의 칸 1227년 ~ 1242년 | 후임 손자 카라 훌레구 |

1. ↑  Ross, Edward Denison (1895), 중앙 아시아의 무굴 역사: Tarikh-i-Rashidi. pp.32
2. ↑  May, Timothy (ed.). The Mongol Empire: A Historical Encyclopedia [2 volumes]: A Historical Encyclopedia. Empires of the World (illustrated, annotated ed.). ABC-CLIO. p. 139. ISBN 978-1-61069-340-0. pp.98
3. ↑  Grousset, René (1970). 《The Empire of the Steppes: A History of Central Asia》 (영어). Rutgers University Press. 328쪽. ISBN 978-0-8135-1304-1.